# What About Us (canção de ATB)
What About Us é uma canção do DJ alemão ATB, escrita por Andre Tanneberger, Jan Löchel e Rudi Dittmann e produzida por Andre Tanneberger. O single de progressive trance destaca a voz do cantor alemão Jan Löchel, que foi convidado pelo DJ.

## Video musical
Dirigido pelo alemão Feuerstake e produzido em 2009 pela Mark Feuerstake Filmproduktion, o clipe da música What About Us apresenta cenas da turnê de ATB, além de outras tomadas adicionais, que foram filmadas nos Estados Unidos pelo próprio Feuerstake e usadas para complementar o clipe musical, que foi produzido especialmente para Kontor Records.

## Formatos e lista de faixas

### Países Baixos
(Danceviila Records; DV0998; disponível em CDr Single e 2 x File, MP3)
1. Radio Edit - 3:44
2. Album Version - 5:35